# Cluniella
Genre
Cluniella est un genre d'opilions laniatores de la famille des Triaenonychidae.

## Distribution
Les espèces de ce genre sont endémiques d'Australie.

## Liste des espèces
Selon World Catalogue of Opiliones (26/05/2021) :
- Cluniella distincta Forster, 1955
- Cluniella minuta Forster, 1955
- Cluniella ornata Forster, 1955

## Publication originale
- Forster, 1955 : « Further Australian harvestmen (Opiliones). » Australian Journal of Zoology, vol. 3, p. 354–411.